# Édouard Morlet
Édouard Morlet, né le 24 juin 1898 et mort à une date inconnue, est un joueur de football international belge actif durant les années 1920. Il effectue toute sa carrière au Daring Club de Bruxelles, remportant un titre de champion de Belgique. Il occupe le poste de défenseur.

## Carrière en club
Édouard Morlet débute en équipe première du Daring Club de Bruxelles en 1920. Dès sa première saison, le club remporte le titre de champion de Belgique, le troisième de son histoire. Les saisons suivantes, l'équipe se stabilise dans le subtop du classement. Les bonnes prestations du joueur, devenu un titulaire indiscutable dans la défense du Daring, lui permettent d'être convoqué en équipe nationale belge une première fois en 1923. Il est encore appelé deux fois en 1924 et 1925. Il met un terme à sa carrière de joueur en 1926.

### Palmarès
- Une fois champion de Belgique en 1921 avec le Daring Club de Bruxelles.

### Statistiques
| Saison                | Club                  | Championnat           | Championnat | Championnat | Coupe(s) nationale(s) | Coupe(s) nationale(s) | Total | Total |
| Saison                | Club                  | Division              | M.          | B.          | M.                    | B.                    | M.    | B.    |
| 1920-1921             | Daring CB             | Division 1            | -           | -           | 0                     | 0                     | 0     | 0     |
| 1921-1922             | Daring CB             | Division 1            | -           | -           | 0                     | 0                     | 0     | 0     |
| 1922-1923             | Daring CB             | Division 1            | -           | -           | 0                     | 0                     | 0     | 0     |
| 1923-1924             | Daring CB             | Division 1            | -           | -           | 0                     | 0                     | 0     | 0     |
| 1924-1925             | Daring CB             | Division 1            | -           | -           | 0                     | 0                     | 0     | 0     |
| 1925-1926             | Daring CB             | Division 1            | -           | -           | 0                     | 0                     | 0     | 0     |
| Total sur la carrière | Total sur la carrière | Total sur la carrière | 1           | -           | -                     | -                     | 1     | 0     |

## Carrière en équipe nationale
Édouard Morlet est convoqué à trois reprises en équipe nationale belge, pour autant de matches joués. Il joue son premier match international le 29 avril 1923 à l'occasion d'un déplacement amical face aux Pays-Bas. Son deuxième match avec les « Diables Rouges » a lieu le 11 novembre 1924 lors de la réception de la France en match amical. Enfin, son troisième et dernier match disputé en équipe nationale est un amical en Suisse le 24 mai 1925.

### Liste des sélections internationales
Le tableau ci-dessous reprend toutes les sélections d'Édouard Morlet. Le score de la Belgique est toujours indiqué en gras.
| Date       | Compétition  | Adversaire | Lieu      | Score | Remarque |
| ---------- | ------------ | ---------- | --------- | ----- | -------- |
| 29/04/1923 | Match amical | Pays-Bas   | Amsterdam | 1-1   |          |
| 11/11/1924 | Match amical | France     | Bruxelles | 3-0   |          |
| 24/05/1925 | Match amical | Suisse     | Lausanne  | 0-0   |          |